# Hubertus Hofmann
Hubertus Hans Hofmann (Gota, 15 de setembro de 1929 — Porto Alegre, 14 de dezembro de 2011) foi um músico teuto-brasileiro.

## Biografia
Iniciou suas atividades musicais em 1942, como menino cantor no coro da Igreja de São Tomás em Leipzig, sob a orientação de Günter Ramin. Após a II Guerra Mundial estudou em Berlim, concluindo o curso de piano e composição, e depois atuando como acompanhador nos teatros de Mogúncia e Munique.
Em 1962 radicou-se em Porto Alegre, contratado pela Orquestra Sinfônica de Porto Alegre, onde atuou por 35 anos como pianista titular. Desenvolveu sólida carreira como compositor, pianista e, a partir de 1968, como professor do Instituto de Artes da Universidade Federal do Rio Grande do Sul. Após sua morte foi homenageado com um concerto promovido pela Orquestra de Câmara da ULBRA com obras de sua autoria. Na ocasião o maestro Tiago Flores assim se referiu a ele: “Hofmann foi um grande músico e deixou um importante legado. Foi um grande amigo e é com muito carinho que prestamos esta homenagem”.

## Obra
Seu trabalho como compositor só iniciou depois de ser contratado pelo Instituto de Artes, desenvolvendo seu talento a fim de oferecer repertório para seus alunos. Seu estilo tem uma base tonal tradicional mas incorpora elementos das vanguardas europeias do século XX, das correntes brasilianistas e da música popular, como o jazz. Segundo Maria Amélia Farias, "sua voz fala por suas composições e as Sonatinas para Piano, que sintetizam várias características da história e do estilo pessoal do compositor, tornam-se obras de referência no repertório pianístico na América Latina do século XX". Ao longo de sua carreira, Hubertus Hofmann compôs trilhas sonoras para teatro e balé, além de composições para diversos instrumentos e formações camerísticas.
Seu catálogo de composições para piano abrange sete sonatinas, 18 improvisos, 10 estudos, Arco Iris, valsas, três suítes, três cadernos de leituras (#1 a 260), momentos musicais e a Serenata Swing, além de um concertino para piano e orquestra de cordas. Também compôs sonatinas para violino, viola, oboé, piccolo, flauta transversal, vibrafone, marimba, três trios para madeiras e, ainda, a Abertura Mirim, o Hino à vida, o Concertino tríplice e a Suíte para Cordas. Outras obras são Mensagem Celestial, única obra para órgão, dedicada para Anne Schneider; o Concertino para flauta, clarinete e fagote e a Sonatina Breve-Aguda para flautim e piano.

### Discografia
- O Sul Erudito, BRDE/Conselho de Desenvolvimento Cultural/ RS, LP 1987. Pianista.
- Hubertus Hoffmann. Presença musical UFRGS, CD 2000.